# Уровень сервиса
У́ровень се́рвиса (англ. Service level) — показатель качества обслуживания клиентов.
Термин относится к: управлению цепочками поставок, сервисному обслуживанию, информационным технологиям.

## В управлении цепочками поставок
В дисциплине управления цепочками поставок (SCM) выделяют два основных вида уровней сервиса:

### Уровень сервиса первого рода
Уровень сервиса первого рода или циклический уровень сервиса (англ. Cycle Service Level) — это статистический показатель, отражающий вероятность того, что в течение цикла пополнения запасов (от размещения заявки до получения товара) не возникнет дефицита товара.

### Уровень сервиса второго рода
Уровень сервиса второго рода или насыщение спроса (англ. Fill Rate) — это доля спроса, гарантированно покрываемая имеющимися на складе запасами в течение периода их пополнения.
Первый и второй уровни сервиса связаны между собой функцией стандартных потерь, отражающей долю спроса, упущенного при заданном уровне запасов.

### Примеры
Пример при закупках
- При ежедневной закупке у издателя и продаже читателю газет, продавец в течение 300 рабочих дней года 20 раз в разные дни сталкивался с ситуацией, когда у него заканчивались газеты ещё до конца дня. В этом случае, значение показателя уровня сервиса первого рода будет равно 1-20/300=1-0,067=0,933≈93 %
- Производитель соков принял в течение недели заказы на 200 поддонов сока, по факту было отгружено 190 поддонов. В этом случае, уровень насыщения спроса составляет 190/200=0,95=95%

Пример для колл-центра
Европейский стандарт уровня сервиса (англ. Service Level Agreement) — если во всех отраслях это качественный показатель, регламентируемый SLA, то в колл-центрах это количественный показатель. Он определяется как процент ответов в указанный интервал времени на 80 % вызовов операторы должны отвечать в течение первых 20 секунд с начала соединения. в этом случае целевой SL = 80/20. 
Комментарии

Уровень сервиса первого рода предоставляет меньше информации о степени удовлетворения потребностей клиентов. Например, для уровня сервиса первого рода нехватка 1 или 99 газет на складе при спросе 100 шт будут идентичным событием возникновения дефицита, в то время, как уровень сервиса второго рода покажет, что в первом и втором случае была разная по степени упущенного спроса нехватка продукции.
При прочих равных условиях для обеспечения уровня сервиса первого рода требуется больше страховых запасов, чем для второго.

## В сфере услуг
В сфере услуг...
см.  Сфера услуг#Уровень (класс) услуг

## В информационных технологиях
В информационных технологиях требования к уровню сервиса определяются в соглашении об уровне сервиса (Service Level Agreement, SLA), или в «сервисной модели».
также: QoS (quality of service; в компьютерных сетях)